# Église Saint-Martin de Liskeard
L'église Saint-Martin de Liskeard est une église paroissiale anglicane située à Liskeard, dans le comté anglais de Cornouailles. D'origine normande mais principalement édifiée au XVe siècle, elle subit plusieurs modifications du XVIIe au XIXe siècle. Elle est aujourd'hui la deuxième plus grande église paroissiale de Cornouailles. Elle est classée monument de Grade II* par l'organisme Historic England.

## Historique
Bien que le culte chrétien soit présent à Liskeard avant l'an mil, la première église n'y est édifiée qu'au XIe ou XIIe siècle. La première église de Liskeard possède deux tours côté ouest, à l'instar de l'église de St Germans (en), comme l'atteste une carte de l'époque d'Henry VIII XVIe siècle.
L'église de Liskeard est dédiée à saint Martin de Tours depuis au moins l'an 1302. Elle est ainsi une des six églises de Cornouailles dédiées à saint Martin.
Bien que cette église possède des éléments de l'époque normande, elle est en grande partie édifiée au XVe siècle. La chapelle sud date de 1428 et le collatéral sud du chœur de 1430 ; en 1477, on ajoute de nouvelles parties au côté nord. Les deux tours autrefois situées à l'extrémité ouest de l'édifice sont démolies en 1627 et remplacées par un nouveau clocher-tour de taille plus modeste.
La nouvelle tour est rénovée en 1675, mais, menaçant de s'effondrer dès les années 1890, elle est en grande partie reconstruite de 1898 à 1902 par John Sampson de Liskeard, pour un coût de 6 400 £ (
soit 699 900 £ en 2025). C'est lors de ces travaux qu'est ajoutée la nouvelle sacristie.
À la fin du XVIIIe siècle, l'intérieur de l'église est remodelé et le jubé retiré. Une galerie est ajoutée sous le plafond de la chapelle sud en 1798 et sera supprimée en 1929. De 1878 à 1879, la structure de l'église est restaurée par l'entrepreneur Lang sous la direction de l'architecte cornique Richard Coad (en) pour un coût de 3 700 £ (
soit 379 000 £ en 2025),. L'intérieur est une nouvelle fois restauré en 1890.
Lors d'une nouvelle rénovation de janvier à septembre 2018, les bancs sont remplacés par des chaises amovibles et une buvette est ajoutée. L'édifice est reconsacré et rouvert au public le 9 septembre 2018.
Depuis le 23 septembre 1950, l'église Saint-Martin de Liskeard est classée monument de Grade II* sur la National Heritage List for England de l'organisme Historic England.

## Architecture

### Plan
L'église comprend au total huit travées, dont cinq pour la nef et trois pour le chœur. Elle possède également deux bas-côtés nord et sud, plusieurs chapelles dont une chapelle mariale à trois travées, ainsi que deux porches aux entrées nord et sud. À cela s'ajoutent le clocher-tour côté ouest et deux sacristies.
L'église Saint-Martin de Liskeard est la deuxième plus grande église paroissiale de Cornouailles après l'église Saint-Pétroc de Bodmin (en) ; elle est ainsi la troisième plus grande église du comté si l'on compte la cathédrale de Truro.

### Extérieur
Les murs de la façade sont essentiellements faits de gravats d'ardoise avec des éléments en granite de taille et des ornements principalement réalisés en granite. Les toits de l'église sont tous faits d'ardoise de Delabole et pourvus de parapets fortifiés.
La façade sud est pourvue de contreforts dans ses angles. La façade nord se distingue par les travées saillantes, chacune munie de fenêtres quadruples à remplage. Le porche nord est doté d'une embrasure de porte à arc Tudor surmonté de fenêtres quadruples similaires à celles des travées.
La tour-clocher fortifiée du début du XXe siècle, située côté ouest, possède une embrasure de porte à arche en anse de panier datée de 1627. Elle conserve plusieurs éléments du gothique perpendiculaire, dont la grande fenêtre ouest et les doubles fenêtres de l'étage supérieur munies d'abat-sons.
La plupart des fenêtres de l'église sont ouvertes au XVe siècle, à l'exception de celles du chœur et du collatéral sud qui datent du XIXe siècle ; toutes les fenêtres sont à arc cannelé.
Sur la façade des bas-côtés nord et sud, on dénombre au total 13 croix de consécration. Le porche d'entrée à deux étages possède une embrasure de porte à arc Tudor, dont les écoinçons quadrilobés sont surmontés de doubles fenêtres quintilobées, au-dessus desquelles se trouvent deux niches votives vides sous une niche pourvue d'une statue. À l'est du porche, on peut voir un cadran solaire daté de 1779,.

### Intérieur
Les parois intérieures sont recouvertes de plâtre et de chaux. Les grandes arches du XVe siècle sont pour la plupart à quatre centres, à l'exception d'une des travées du chœur. Les arches du chœur et de l'extrémité orientale du bas-côté sud sont portés par des demi-piliers reposant sur des têtes gravées de l'époque normande. Les chapelles sont pourvues de voûtes en pierre du XVe siècle. Le plafond en berceau du XIXe siècle remplace un ancien plafond du même type du XVe siècle, dont quelques fragments sont conservés dans la chapelle mariale.
L'église comporte deux piscines : une du XVe siècle dans le bas-côté sud, et une du XVIe siècle à l'extrémité orientale du bas-côté nord. Sur le mur oriental, un bassin de fonts baptismaux normands sert de bénitier. Les fonts baptismaux actuels sont de style gothique du XVIe siècle et munis d'une coupole de 1917.
L'autel dont la partie supérieure est faite en bois de chêne du mont Hébron et les panneaux avant de bois d'oliviers du Gethsémani. Le retable en pierre possède des panneaux à traceries. La chaire à prêcher octogonale en bois de chêne est construite en 1636 par Peter Short. Les bancs en bois de pin datent de 1856, tandis que les stalles du XXe siècle imitent le style gothique.
La chapelle mariale possède une clôture (en) datée de 1897 et des bancs dont les extrémités sont sculptées selon le style du XVIe siècle.
L'intérieur de l'église comporte plusieurs plaques commémoratives, dont la plus grande rend hommage à 75 hommes tombés durant la Première Guerre mondiale.
L'église peut accueillir plus de 400 fidèles.
La plupart des vitraux de l'église datent de la fin du XIXe et du début du XXe siècle,.

## Instruments de musique

### Cloches
Le clocher-tour possède huit cloches, dont deux de tonalité mi bémol. La première, la deuxième et la sixième cloche sont fondues par Mears and Stainbank en 1901. La troisième cloche est conçue par John Pennington en 1819, la quatrième par Christopher Pennington en 1755, la cinquième par Thomas Mears en 1825 et la septième par John Pennington en 1735. La cloche ténor de 681 kg est fabriquée par Christopher Pennington en 1755.
Les six cloches les plus anciennes (datées d'entre 1753 et 1825) proviennent de l'ancien clocher. Plus tard, deux autres cloches sont offertes par un donateur anonyme en mémoire des soldats tombés lors de la seconde guerre des Boers en Afrique du Sud de 1899 à 1902.

### Orgue
Un orgue est installé en 1844 par le facteur James Chapman Bishop (en) pour un coût de 300 £ (
soit 29 700 £ en 2025). Il est inauguré le 24 novembre 1844 par Mr. Marsh, l'organiste de Penzance. Il est ensuite remplacé (à l'exception de deux jeux conservés) en 1879 pour un coût de 200 £ (
soit 20 500 £ en 2025) par un orgue de Hele & Company. Celui-ci est rénové et agrandi en 1914 par William Hill & Son, puis reconstruit en 1923 par Hele & Company avec un système pneumatique à tubes pour un coût de 1 000 £ (
soit 57 500 £ en 2025). Le récital d'inauguration est donné par Hubert Stanley Middleton (en) le 20 juin 1923. L'orgue est une nouvelle fois réorganisé par Lance Foy en 1980 et en 2019.
L'orgue de l'église Saint-Martin, situé à l'extrémité orientale du bas-côté nord, comporte aujourd'hui trois claviers et 46 jeux. Sa composition est la suivante :
| Pedal C–g1 |                |        |
| 1.         | Open Diapason  | 16′    |
| 2.         | Sub Bass       | 16′    |
| 3.         | Quint          | 102/3′ |
| 4.         | Cello          | 8′     |
| 5.         | Bass Flute     | 8′     |
| 6.         | Fifteenth      | 4′     |
| 7.         | Flute          | 4′     |
| 8.         | Trombone       | 16′    |
| 9.         | Double Trumpet | 16′    |
| 10.        | Posaune        | 8′     |
| 11.        | Trumpet        | 4′     |

| Choir C–c4 |                 |       |
| 12.        | Gedact          | 8′    |
| 13.        | Salicional      | 8′    |
| 14.        | Flute           | 4′    |
| 15.        | Nazard          | 22/3′ |
| 16.        | Block Flute     | 2′    |
| 17.        | Orchestral Oboe | 8′    |
| 18.        | Clarinet        | 8′    |
| 19.        | Trumpet         | 8′    |

| Great C–c4 |                  |       |
| 20.        | Bourdon          | 16′   |
| 21.        | Open Diapason I  | 8′    |
| 22.        | Open Diapason II | 8′    |
| 23.        | Stopped Diapason | 8′    |
| 24.        | Gamba            | 8′    |
| 25.        | Octave           | 4′    |
| 26.        | Flute            | 4′    |
| 27.        | Twelfth          | 22/3′ |
| 28.        | Fifteenth        | 2′    |
| 29.        | Mixture          | II′   |
| 30.        | Double Clarinet  | 16′   |
| 31.        | Trumpet          | 8′    |
| 32.        | Clarion          | 4′    |

| Swell C–c4 |                 |      |
| 33.        | Double Diapason | 16′  |
| 34.        | Open Diapason   | 8′   |
| 35.        | Gedact          | 8′   |
| 36.        | Gamba           | 8′   |
| 37.        | Celest          | 8′   |
| 38.        | Principal       | 4′   |
| 39.        | Flute           | 4′   |
| 40.        | Fifteenth       | 2′   |
| 41.        | Mixture         | III′ |
| 42.        | Horn            | 8′   |
| 43.        | Oboe            | 8′   |
| 44.        | Double Trumpet  | 16′  |
| 45.        | Clarion         | 4′   |
| 46.        | Tremulant       |      |

- Couplage : Swell/Pedal, Swell/Great, Swell/Choir, Swell octave et sous-octave, Great/Pedal

## Cimetière
Le cimetière de l'église comprend deux croix en pierre, appelées croix de Tencreek et de Culverland. La première est découverte en 1903 à la ferme de Tencreek avant d'être déplacée dans le cimetière de l'église Saint-Martin en 1908, tandis que la deuxième est probablement installée près de Trevecca avant de rejoindre le cimetière de l'église en 1908.
La liste des noms des personnes inhumées dans le cimetière de l'église Saint-Martin est disponible en ligne.

## Statut paroissial et offices
L'église Saint-Martin de Liskeard forme une paroisse commune avec l'église Sainte-Keyne de St Keyne. La paroisse est rattachée au doyenné de West Wivelshire et à l'archidiaconé de Bodmin, au sein du diocèse de Truro de l'Église d'Angleterre. La paroisse inclut également une chapelle partagée avec les méthodistes.
Au début du XXIe siècle, on célèbre en l'église Saint-Martin quatre offices le dimanche, ainsi qu'une Sainte Communion en milieu de semaine.